# Helena Antonaccio
Helena Antonaccio, född 21 mars 1949 i Morristown i New Jersey, USA, är en amerikansk fotomodell, skådespelare och författare. Antonaccio var Playboys Playmate of the Month i juni 1969. Hennes bilder till tidningen togs av Pompeo Posar.

## Karriär
Antonaccio började modellera vid 18 års ålder. Inledningsvis gjorde hon reklam för olika produkter i tryckta publikationer och medverkade på modevisningar. Hon blev så småningom anställd som bunny vid The Playboy club i New York och blev kvar där under tre år. Eftersom hon förekommit som Playmate i Playboy behövde hon inte arbeta heltid vid The Playboy Club, vilket annars var en bunny:s uppgift. Hon hann dock med att vara servitris åt Johnny Carson vid dennes besök på klubben. Efter att Antonaccio lämnat The Playboy club fortsatte hon att arbeta som modell och skådespelare.
I Playboy:s utgåva från augusti 1997 var hon med i intervjuserien Playmates revisited, där tidigare playamates intervjuas. 2007 släppte hon en bok med diet- och skönhetsråd, riktad till äldre kvinnor.
Antonaccio har länge studerat astrologi.